# L'ombra (Hiroshima)

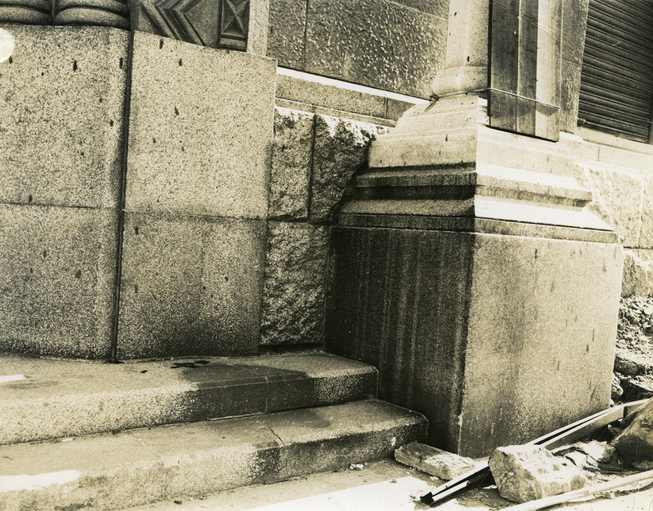
L'ombra sulle scale della filiale della Sumitomo Bank Company di Hiroshima nel 1945.

L'ombra, conosciuta anche come Ombra umana impressa nella pietra (in inglese The Shadow o Human shadow etched in stone; in giapponese 影?, Kage o 人間の影石の上に刻印?, Ningen no Kageishi no ue ni kokuin), è l'impronta di una persona impressa sulle scale mentre era in attesa dell'apertura della Sumitomo Bank Company a Hiroshima; la sagoma è rimasta impressa a causa del bombardamento atomico avvenuto alle ore 8:15 del 6 agosto 1945.

## L'edificio
L'edificio venne costruito nel 1938 per ospitare la banca e si trova a 380 metri dal ground zero, il punto dove esplose la bomba; l'edificio venne poco danneggiato dal bombardamento atomico e ospitò la banca fino al 1992 quando divenne sede di eventi culturali; le 54 persone che lavoravano in banca al momento dell'esplosione morirono tutte.
La persona che attendeva sugli scalini si trova a una distanza di 260 m da Ground Zero e gli scalini con la sagoma umana sono tuttora conservati dal 1971 presso il Museo della Pace di Hiroshima. Nel 1996 l'ombra è stata identificata come quella della signora Mitsuno Ochi (nata nel 1903) che all'epoca aveva 42 anni e i cui discendenti sono tuttora viventi, nell'aprile 2001 sugli scalini sono state ritrovate tracce della persona e vestiti, pelle e  capelli.

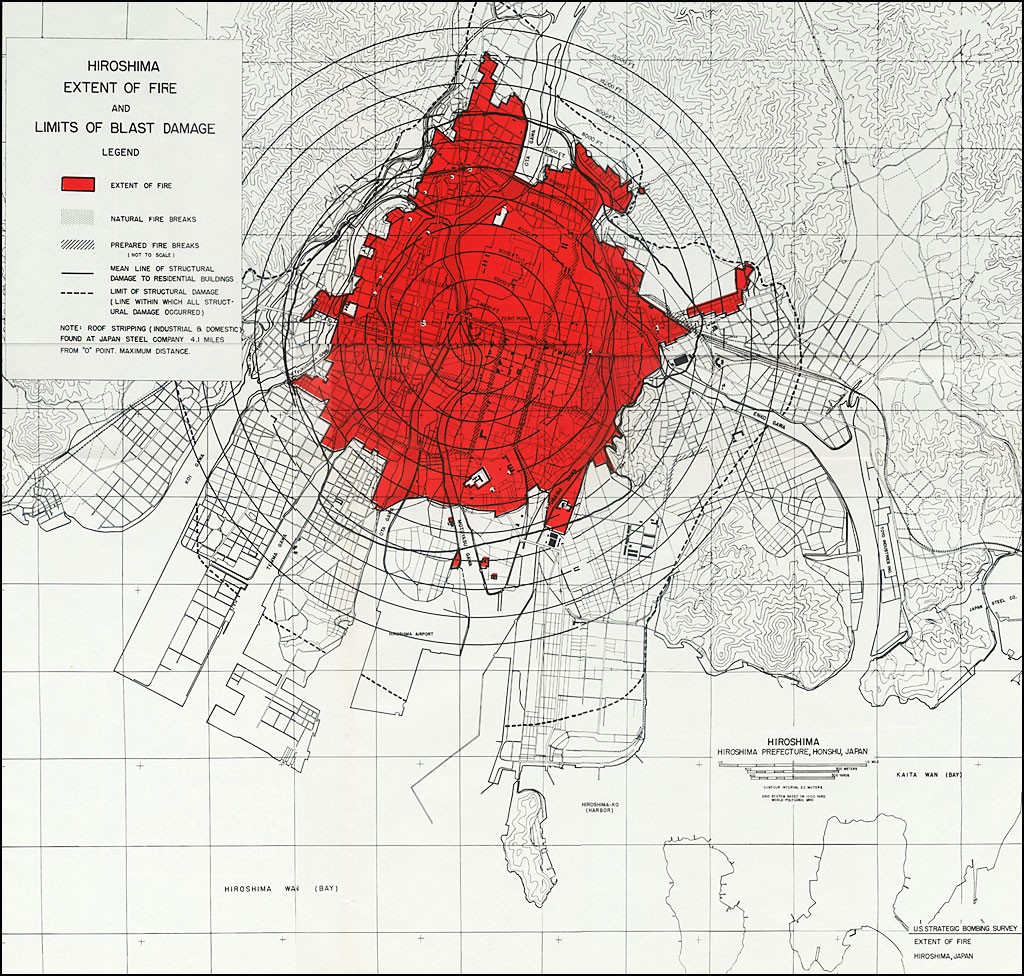
La zona distrutta dal bombardamento atomico a Hiroshima.

## La formazione dell'ombra
La temperatura a Ground Zero ha raggiunto i 3 000-4 000 gradi; l'anziana guida del museo di Hiroshima, Yoshinori Oobayashi, nelle visite guidate si rivolgeva ai giovani visitatori, talvolta dichiarando che al momento dell'esplosione le persone sono scomparse lasciando dietro di sé solo ombre; al contrario, in un'analisi più scientifica, la professoressa emerita dell'università di Hiroshima Minako Otani afferma, che è impossibile che un essere umano scompaia senza lasciare traccia, perché comunque, anche se l'intero corpo è stato carbonizzato, questo lascia dietro di sé tracce di tessuti organici od ossa. In un rapporto sugli effetti della bomba del 1971 si afferma, che le persone entro il raggio di 500 m sono scomparse; tuttavia, secondo il professor Masaharu Hoshi, anch'esso dell'università, il corpo non può essere svanito nel nulla, dato che è costituito di carbonio, ma deve aver lasciato almeno della cenere, e afferma inoltre che, anche se completamente carbonizzati, è più realistico pensare, che alcuni corpi siano stati spazzati via dall'esplosione, che l'idea che essi siano stati completamente inceneriti e scomparsi".
I resti delle persone rimasero per alcuni giorni o settimane dopo l'esplosione, fino a quando non vennero rimosse nell'ottobre 1945 le macerie dalle strade; quando ci si accorse, che l'ombra della persona sulle scale della banca stava per scomparire, venne recintata e poi messa in una cupola di vetro, fino a quando non venne donata al Museo nel 1971.

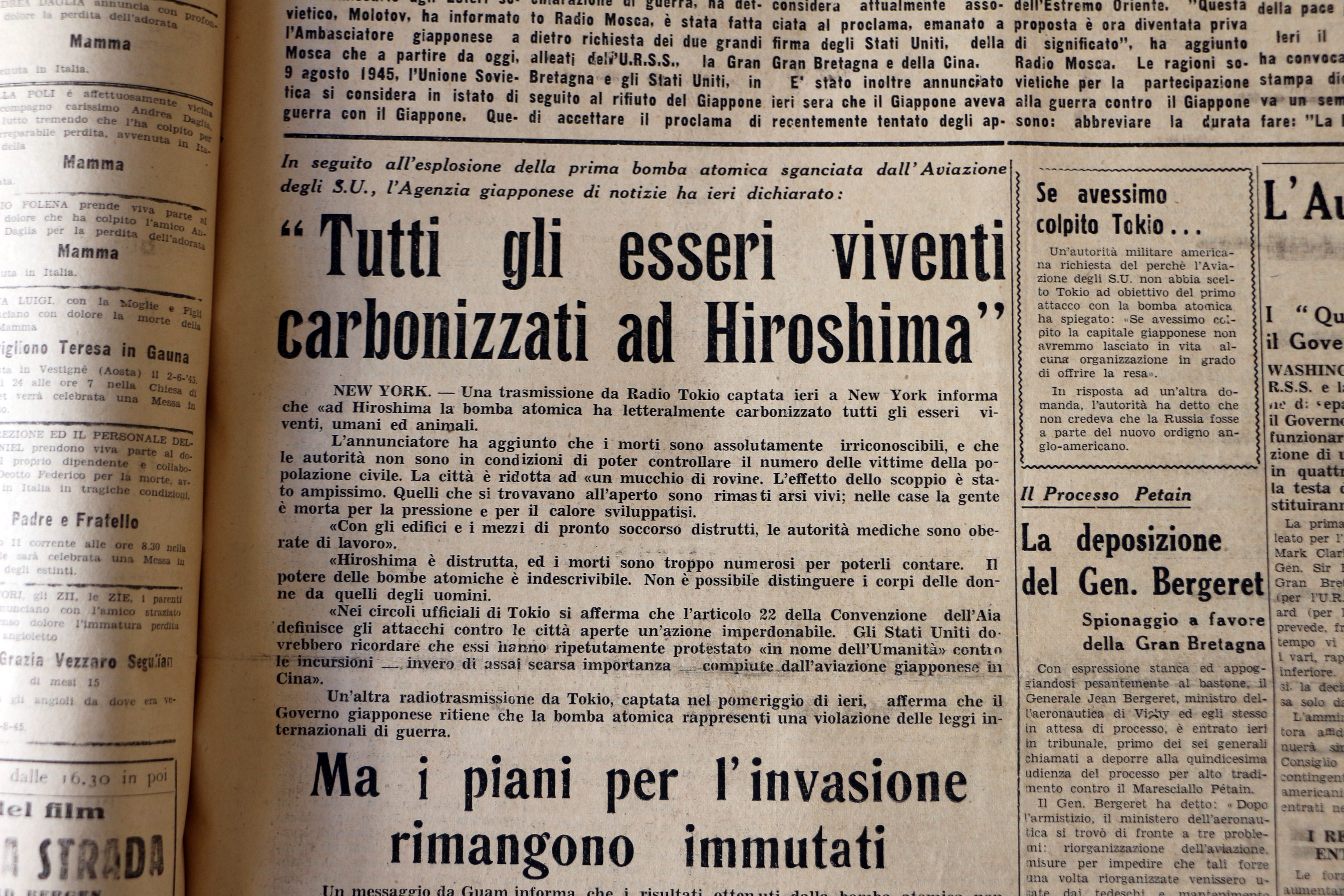
Il Corriere Eritreo di Asmara del 9 agosto 1945.